# Silkwood
Silkwood es una película dramática estadounidense de 1983, dirigida por Mike Nichols. El guion fue escrito por Nora Ephron y Alice Alren, y trata de la vida de Karen Silkwood, que murió en extrañas circunstancias mientras investigaba deficiencias en la planta de combustible nuclear en la que trabajaba. La película está protagonizada por Meryl Streep junto a Kurt Russell, Cher, Craig T. Nelson, David Strathairn, Bruce McGill, Diana Scarwid, Ron Silver, Susie Bond y Fred Ward. La película recibió críticas muy positivas y fue nominada para cinco Premios de la Academia.

## Sinopsis
Karen Silkwood trabaja en una planta de preparación de combustible nuclear de la empresa Kerr-McGee cerca de Crescent (Oklahoma). Trabaja en la preparación de barras de combustible de plutonio para reactores nucleares. Pertenece a un sindicato.
Silkwood cree que los gerentes falsifican informes de seguridad y arriesgan el bienestar del personal. Karen consulta al sindicato sobre sus preocupaciones, que utilizan sus informaciones para presionar a la compañía al respecto. Viaja a Washington D. C. para testificar ante la Comisión de Energía Atómica de Estados Unidos.
Silkwood se contamina con plutonio. También descubre que los negativos de las radiografías con rayos X de las barras de combustible nuclear habían sido retocadas y que los registros de las medidas de seguridad inadecuadas han sido alterados. Por consejo del sindicato, que se da cuenta de que el problema es por ello más grande de lo que pensaban, ella decide llevar una investigación por su cuenta y cuando cree que ha reunido documentación suficiente, ella, por consejo del sindicato, contacta con un periodista del New York Times para darle las pruebas de lo que está ocurriendo en la planta. 
Finalmente Silkwood muere en un accidente de automóvil mientras acudía a una reunión con su novio, el periodista y un dirigente sindical. Se cree que llevaba consigo esos documentos que probaban las acusaciones por falsificación de controles de calidad de barras de combustible nuclear. SIn embargo no se encontraron esos documentos después del accidente. Por ello ese accidente es catalogado por muchos como un accidente sospechoso.

## Reparto
| Actor              | Personaje          |
| ------------------ | ------------------ |
| Meryl Streep       | Karen Gay Silkwood |
| Kurt Russell       | Drew Stephens      |
| Cher               | Dolly Pelliker     |
| Craig T. Nelson    | Winston            |
| Fred Ward          | Morgan             |
| Diana Scarwid      | Angela             |
| Ron Silver         | Paul Stone         |
| Josef Sommer       | Max Richter        |
| Charles Hallahan   | Earl Lapin         |
| Tess Harper        | Linda Dawson       |
| Sudie Bond         | Thelma Rice        |
| Henderson Forsythe | Quincy Bissell     |
| Bruce McGill       | Mace Hurley        |
| David Strathairn   | Wesley             |
| M. Emmet Walsh     | Walt Yarborough    |
| Ray Baker          | Pete Dawson        |
| Will Patton        | Joe                |
| E. Katherine Kerr  | Gilda Schultz      |
| J. C. Quinn        | Curtis Schultz     |

## Recepción
La película fue estrenada en los Estados Unidos el 14 de diciembre de 1983 y en España el 1 de marzo de 1984. Fue un éxito taquillero. Por un lado el ABC dice, que la película se beneficia de espléndidas interpretaciones del trío protagonista (con mención especial para Meryl Streep, que recibió su quinta nominación al Oscar por ella) y de la vívida recreación del día a día de los trabajadores de una central nuclear, conseguida por el director Mike Nichols (El graduado). Por otro lado, Fotogramas dice que la película es un entonado alegato antinuclear que utilizaba la historia de Karen Silkwood, una trabajadora de una central que fue víctima de esta energía. Además, dice que su desarrollo se mueve entre la más acendrada tradición del cine de denuncia y unos ramalazos lacrimógenos construidos a la medida de su protagonista, cuya expresividad se manifiesta solo con el lloriqueo. Finalmente, dice que tiene muchas más ínfulas que valores reales.

## Premios y nominaciones
- Premio de la Academia a Mejor Actriz (Meryl Streep, nominada)
- Premio de la Academia a Mejor Actriz de Reparto (Cher, nominada)
- Premio de la Academia a Mejor Director (Mike Nichols, nominado)
- Premio de la Academia al Mejor Guion Original (Nora Ephron y Alice Alren, nominado)
- Premio de la Academia a la Mejor Edición (Sam O'Steen, nominado)
- BAFTA a la Mejor Actriz (Meryl Streep, nominada)
- BAFTA a la Mejor Actriz de Reparto (Cher, nominada)
- Globo de Oro a la mejor actriz de reparto (Cher, ganadora)
- Globo de Oro a la mejor película dramática (nominada)
- Globo de Oro a la mejor actriz - Drama (Meryl Streep, nominada)
- Globo de Oro al mejor actor de reparto (Kurt Russell, nominado)
- Globo de Oro al mejor director (Mike Nichols, nominado)
- Premio del Círculo de Críticos de Cine de la Ciudad de Kansas a la Mejor Actriz (Meryl Streep, ganadora)
- Asociación de Escritores de Estados Unidos al Mejor Guion Original (Nora Ephron and Alice Arlen, nominados)